# Аничков, Виктор Михайлович
Ви́ктор Миха́йлович Ани́чков (1830—1877) — военный публицист, генерал-майор генерального штаба Российской империи.

## Биография
Происходил из оренбургской ветви дворянского рода Аничковых. Самым древним известным прямым предком оренбургской ветви рода Аничковых считается Фирс Аничков, служивший воеводой на Уфе в середине XVIII века при царе Алексее Михайловиче.
Виктор Аничков родился 10 (22) февраля 1830 года в дворянской семье в Богородской волости Уфимского уезда Оренбургской губернии. Его отец, Михаил Андреевич Аничков, был богатым оренбургским помещиком; в молодости служил офицером и, когда его полк квартировал в Польше, женился на дочери польского графа Оссолинского. Выйдя в отставку, вместе с женой приехал в своё оренбургское поместье, где оба они умерли от холеры. Их, вероятно, единственный сын Виктор, как круглый сирота, воспитывался дворянской опекой. В результате опеки у него не осталось ни земель, ни состояния.
В 1848 году был выпущен хорунжим из оренбургского Неплюевского кадетского корпуса в конную артиллерию Оренбургского казачьего войска. в 1850 году поступил в Академию генерального штаба, которую окончил в 1852 году с малой серебряной медалью. Был причислен к Генеральному штабу.
В ноябре 1854 года капитан В. М. Аничков стал адъюнкт-профессором кафедры военной администрации, созданной в Академии генерального штаба в 1851 году. К этому времени он был уже известен как военный писатель: в «Военном журнале» (1851. — № 4) был напечатан его перевод «Война в Дании 1849—1850 гг.» и оригинальная статья «Разбор сражения при Ваграме» (1852. — № 6) о генеральном сражении Австро-Французской войны 1809 года.
В 1852—1855 гг. он состоял сотрудником Военно-энциклопедического лексикона, выходившего 2-м изданием в 14-ти томах. В 1856 году вышли в двух томах его «Военно-исторические очерки Крымской экспедиции» и в том же году Академия командировала его за границу для подготовки к профессорской деятельности.
В. М. Аничков с успехом воспользовался своим пребыванием за границей, глубоко изучив постановку вопросов военного хозяйства и администрации в иностранных государствах, и, по возвращении, впервые придал научное развитие этому предмету с кафедры военной академии, напечатав впоследствии свои лекции отдельным обширным изданием «Военное хозяйство. Сравнительное исследование положительного законодательства России, Австрии, Франции, Пруссии, Сардинии, Бельгии и Баварии» (1860). С 1857 года В. М. Аничков был начальником и профессором кафедры военной администрации Академии Генштаба.
В 1858 году он стал первым редактором журнала Военный сборник. Кроме того, с 1858 года он непродолжительное время был исполняющим дела вице-директора омиссариатского департамента. Был одним из составителей программы военной реформы в 1860—1870 гг., был членом различных Комиссий (в том числе — членом военно-кодификационной комиссии), проводил ревизии военно-окружных управлений в Казани (в 1864), в Варшаве (в 1865), на Кавказе (в 1867) и военно-окружного состава в Варшаве (в 1865). При производстве в чин генерал-майора (27.03.1866) стал членом «Военно-ученого комитета Главного штаба» (1866—1873).
Кроме того, генерал Аничков редактировал военный отдел в «Энциклопедическом словаре», изданном обществом русских учёных и литераторов (1861—1863). Им же была издана «Справочная книжка для нижних чинов, заведующих в частях войск продовольственною частью» (1871).
В 1873 году он был уволен от службы «за постигшей его тяжкой душевной болезнью». В отставке он часто выезжал для лечения за границу. Скончался 18 февраля (2 марта) 1877 года. Ровно через 25 лет, 18 февраля 1902 года умерла его жена, Мария Александровна; оба они были похоронены на Волковском православном кладбище. Их сын М. В. Аничков после смерти отца издал книгу «Война и труд», посвящённую его памяти.

## Награды
- Орден Святого Станислава 2-й степени (1860);
- Орден Святой Анны 2-й степени с императорской короной (1862);
- Орден Святого Владимира 3-й степени (1864);
- Орден Святого Станислава 1-й степени (1868);
- Орден Святой Анны 1-й степени (1870).

## Избранная библиография
Помимо упомянутых трудов В. М. Аничкова, помещенных им в журналах, наиболее известны:
- «Военно-исторические очерки Крымской экспедиции» (1856)
- «Очерки Алжирии. Из записок русского офицера» («Современник», 1857. — № 11, 12)
- «Военно-административные очерки. О способах снабжения войск обмундированием» («Военный сборник». — 1858. — Т. III)
- «Система производства в чины и замещения должностей во Франции» («Военный сборник». — 1858. — Т. II)
- «Военное хозяйство» (1860)
- «По поводу толков о предполагаемом введении у нас системы местного военного управления» («Современная летопись». — 1862. —, № 42 и 45)
- «О хозяйстве войск в военное время. Лекция  в Николаевской академии Генерального штаба» (1863)
- «Виновато ли Военное Министерство в застое нашей кожевенной промышленности» («Русский инвалид». — 1863. — № 125 и 126)
- «Об увеличении прав, мест и лиц Военного Министерства» («Русский инвалид» 1863 г. № 31),
- «Военно-окружные учреждения» («Русский инвалид» 1864 г., № 205 и 212)
- «Положение о провиантском, приварочном и фуражном довольствии войск, высочайше утвержденное 31-го июля 1871 г. Справочная книжка»

## Семья
Был женат на Марии Александровне, урождённой Крымовой (1837—1902). У них было пятеро детей: Михаил (1855—1914?), Александра, Виктор (род. 06.04.1859), Татьяна (род. 20.12.1860) и Юрий (1860?—1942). Крестным отцом Виктора стал поэт Николай Алексеевич Некрасов, близкий друг семьи Аничковых. Все три сына окончили кадетский корпус. Старший, Михаил, получил высшее образование в Петербургском институте инженеров путей сообщения. Младшие сыновья стали офицерами. Старшая дочь, Александра, вышла замуж за псковского помещика Бухарова, младшая, Татьяна, — за богатого домовладельца Струбинского.